# Исследование «случай — контроль»
Исследование «случай — контроль» (ИСК) — это тип обсервационного исследования, в котором две исследуемые группы, различающиеся по полученному результату, сравниваются на основе предполагаемого влияющего фактора. Исследования с контрольной группой часто используются для определения факторов, которые могут повлиять на состояние здоровья, путем сравнения участников, у которых есть заболевание («случаи») и участников, у которых оно отсутствует («контроли»).
Данный вид исследования требует меньше ресурсов для своего проведения, но предоставляют меньше доказательств причинного вывода, чем рандомизированное контролируемое исследование. В результате исследования с контрольной группой исследователь получает только соотношение шансов, которое является более низким показателем наличие устойчивой связи по сравнению с относительным риском.

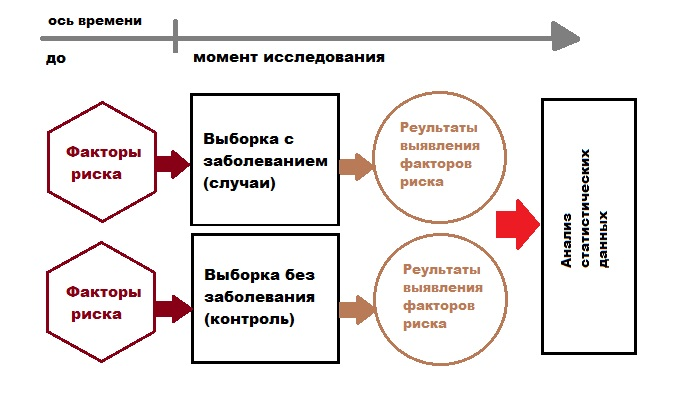

## Понятие
Исследование «случай — контроль» — аналитическое эпидемиологическое исследование лиц с определённой болезнью и лиц соответствующей контрольной группы, у которых болезнь отсутствует. Связь признака и болезни изучается путём сравнения больных и не больных по частоте встречаемости среди них признака или, если признаки количественные, по уровню признака в каждой группе.
Такое исследование является ретроспективным, поскольку оно начинается после дебюта заболевания и направлено на изучение возможных этиологических факторов, действовавших в прошлом.
Например, в исследовании, в котором пытались показать, что у людей, которые курят (причина), с большей вероятностью будет диагностирован рак лёгких (исход), группу случаев составляли люди с диагностированным раком лёгких, группу контрольную — лица без рака лёгких (не обязательно здоровые), при этом в обеих группах присутствовали курильщики. Если большая часть людей в группе случаев курит, по сравнению с контрольной, это предполагает, но не дает окончательного доказательства того, что гипотеза верна.
Исследования типа «случай — контроль» часто противопосталяются когортным исследованиям, в которых участники, подвергшиеся воздействию, и участники, не подвергшиеся воздействию какого-либо фактора, наблюдаются до тех пор, пока они не обнаруживают интересующий исследователей результат.

## Подбор случаев и контролей
Правильный подбор участников в обе группы является основой дизайна исследования. Обе группы отбираются из заранее определённой популяции.

### Выбор случая
Исследователь должен определить случаи как можно более конкретно. Иногда определение заболевания может основываться на нескольких критериях; таким образом, все эти моменты должны быть чётко указаны в определении случая.

### Выбор контроля
Участники контрольной группы должны иметь хорошее здоровье; включение людей с заболеванием иногда оправдано, в случае, когда контрольная группа демонстрирует людей без заболевания, которые потенциально могут попасть в «группу риска».
Контрольная группа может иметь те же заболевания, что и «случаи», но другой степени тяжести, оставляя её отличной от ожидаемых результатов исследуемой группы.
Как и в случае любого эпидемиологического исследования, большее количество участников в исследовании увеличит достоверность полученных данных. Количество «случаев» и «контролей» не обязательно должно быть равным. Во многих ситуациях гораздо легче набирать контрольную группу, чем участников с непосредственно заболеванием. Увеличение количества участников из контрольной группы по сравнению с группой «случаев», вплоть до соотношения 4 к 1, может быть экономически эффективным способом улучшения исследования.

## Плюсы и минусы[3]

### Преимущества исследования «случай — контроль»
- Экономичность. Исследования «случай — контроль» являются относительно недорогим и часто используемым типом эпидемиологического исследования, которое может проводиться небольшими группами или отдельными исследователями в отдельных учреждениях. Они указали путь к ряду важных открытий и достижений. Дизайн исследования «случай — контроль» часто используется при изучении редких заболеваний или в качестве предварительного исследования, где мало что известно о связи между фактором риска и интересующей болезнью.
- Быстрота получения результатов. По сравнению с когортными исследованиями они, как правило, более короткие по продолжительности. В некоторых ситуациях они обладают большей статистической значимостью, чем когортные исследования, которые зависят от достаточного количества случаев заболеваний среди участников.
- Возможность изучения редких заболеваний.
- Возможность изучать большой спектр факторов риска.
- В случае адекватного подбора контрольной группы мало отличаются по своей ценности от когортных исследований.
- Отсутствует потеря наблюдаемых лиц в ходе исследования.

### Недостатки исследований «случай — контроль»
- Сложность подбора контрольной группы.
- Не подходят для изучения редких факторов риска.
- Имеют ограниченные возможности установления временной последовательности событий. Может быть сложнее установить временную шкалу воздействия исхода болезни при проведении исследования «случай — контроль», в сравнении с когортными исследованиями, где воздействие определено до последующего наблюдения за участниками с течением времени, с тем, чтобы определить их исходный результат.
- Самый важный недостаток в исследованиях «случай — контроль» связан с трудностью получения достоверной информации об уровне воздействия на индивида с течением времени. Таким образом, ИСК расположены на низком уровне в иерархии доказательств. Исследования «случай — контроль» в своей основе предполагают лишь наблюдение и, таким образом, не дают такого же уровня доказательств, что и рандомизированные контролируемые исследования. Результаты могут быть вызваны другими факторами, в той мере, в которой они дают противоположный ответ на более качественные исследования.

### Пример исследования
Одним из наиболее известных исследований типа «случай — контроль», опубликованное в British Medical Journal в 1950 году, было посвящено изучению связи между курением и развитием рака лёгких, проведенное Ричардом Долом и Брэдфордом Хиллом, которым удалось продемонстрировать статистически значимую связь в крупном исследовании. Их оппоненты в течение многих лет спорили, что такого рода исследования не могут подтвердить причину возникновения некоего феномена, но результаты когортных исследований доказали[каких?][когда?] наличие причинно-следственной связи между заболеванием и полученными результатами. На данный момент[когда?] подтверждено, что табакокурение на 87 %[уточнить] является причиной смертей от рака лёгких в США.